# 621 TCN
621 TCN là một năm trong lịch La Mã.